# Морнінг-Сан (Айова)
Морнінг-Сан (англ. Morning Sun) — місто (англ. city) в США, в окрузі Луїза штату Айова. Населення — 752 особи (2020).

## Географія
Морнінг-Сан розташований за координатами 41°5′39″ пн. ш. 91°15′3″ зх. д. / 41.09417° пн. ш. 91.25083° зх. д. (41.094103, -91.250831).  За даними Бюро перепису населення США в 2010 році місто мало площу 2,07 км², уся площа — суходіл.

## Демографія
Згідно з переписом 2010 року, у місті мешкало 836 осіб у 314 домогосподарствах у складі 220 родин. Густота населення становила 404 особи/км².  Було 360 помешкань (174/км²).
Расовий склад населення:
| - 98,3 % — білих - 0,5 % — чорних або афроамериканців - 0,1 % — корінних американців |

До двох чи більше рас належало 1,0 %. Частка іспаномовних становила 1,6 % від усіх жителів.
За віковим діапазоном населення розподілялося таким чином: 25,7 % — особи молодші 18 років, 55,4 % — особи у віці 18—64 років, 18,9 % — особи у віці 65 років та старші. Медіана віку мешканця становила 39,8 року. На 100 осіб жіночої статі у місті припадало 98,1 чоловіків;  на 100 жінок у віці від 18 років та старших — 85,9 чоловіків також старших 18 років.
Середній дохід на одне домашнє господарство  становив 68 547 доларів США (медіана — 47 778), а середній дохід на одну сім'ю — 72 085 доларів (медіана — 60 417). Медіана доходів становила 43 000 доларів для чоловіків та 29 398 доларів для жінок. За межею бідності перебувало 10,3 % осіб, у тому числі 14,9 % дітей у віці до 18 років та 6,9 % осіб у віці 65 років та старших.
Цивільне працевлаштоване населення становило 435 осіб. Основні галузі зайнятості: виробництво — 26,2 %, освіта, охорона здоров'я та соціальна допомога — 21,1 %, роздрібна торгівля — 12,0 %, транспорт — 8,3 %.